# CMD RAMLink

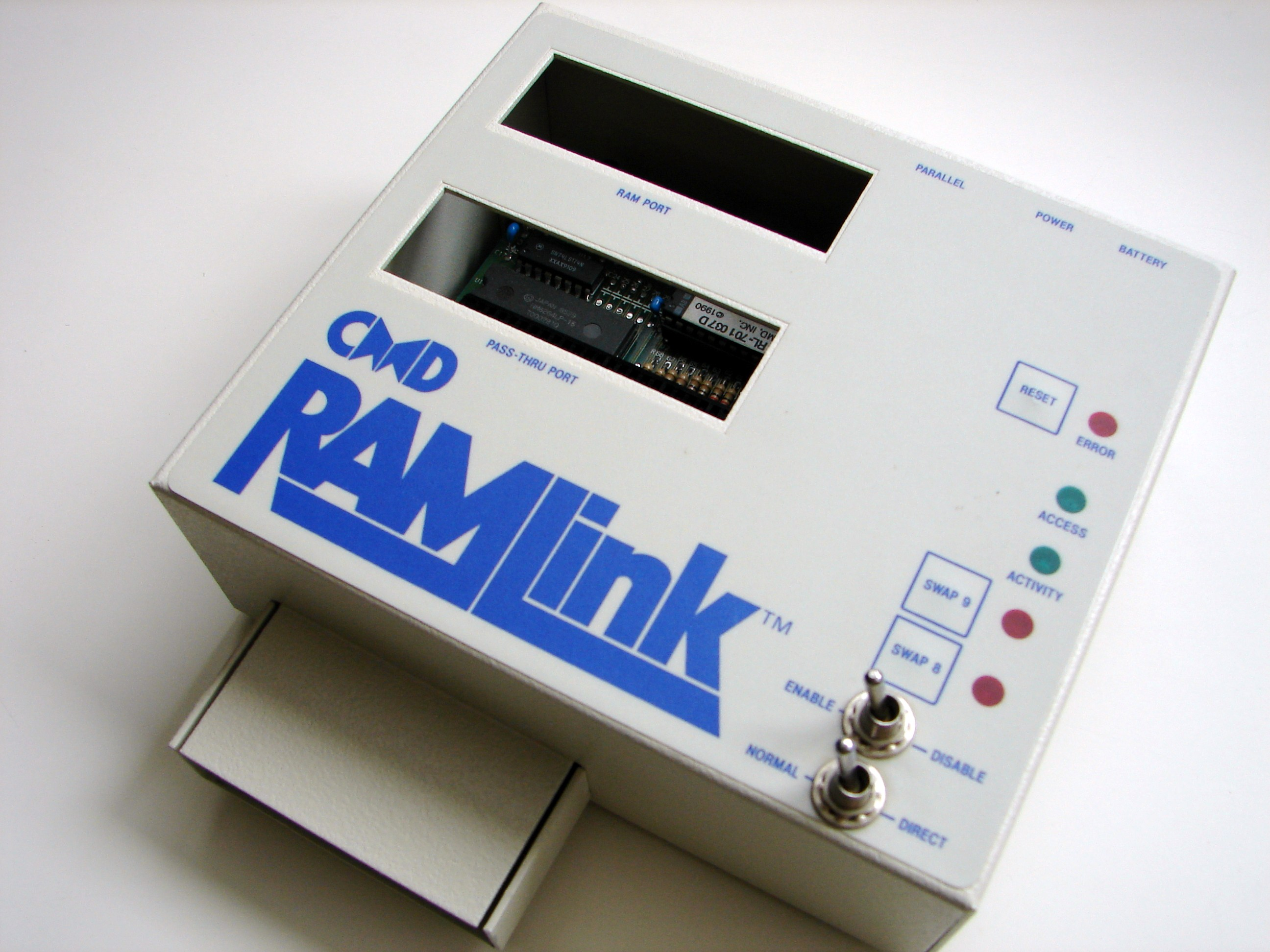
L'espansione RAMLink

La RAMLink è un'espansione di memoria per gli home computer Commodore 64 e Commodore 128. Prodotta dalla Creative Micro Designs (CMD) è un'alternativa alle espansioni di memoria REU prodotte dalla Commodore.
A differenza delle REU prodotte dalla Commodore, la RAMLink è dotata di una alimentazione esterna ed è progettata per funzionare in modo nativo come un RAM disk.

## Caratteristiche tecniche
- Supporta fino a 16 MB di memoria RAM combinando assieme la memoria RAM (di tipo SIMM a 30-pin) presente sulla scheda interna, una Commodore REU della serie 17xx (o un suo clone) ed una GeoRam.
- È fornita di una copia del software Creative Micro Designs (CMD) JiffyDOS per accelerare le operazioni di trasferimento dati.
- Include i driver che permettono al sistema operativo GEOS di usare la memoria interna al RAMLink in sostituzione allo spazio di Swap oppure come un normale floppy disk drive.
- Può essere dotata, opzionalmente, di una batteria di backup che mantiene i dati in memoria quando viene a mancare l'alimentazione (i dati vengono preservati per 6/8 ore)
- Gestione delle partizioni e delle subdirectory. Sono presenti delle partizioni che emulano i floppy drive 1541, 1571 e 1581 prodotti dalla Commodore. Operando in modalità nativa si ha poi la possibilità di gestire le sottodirectory: tramite il comando @MD:dirname si crea un subdirectory, con il comando @CD:dirname si entra nella subdirectory.
- È possibile collegare alla RAMLink, tramite un cavo parallelo, l'Hard disk CMD HD prodotto dalla CMD.